# Großanhausen

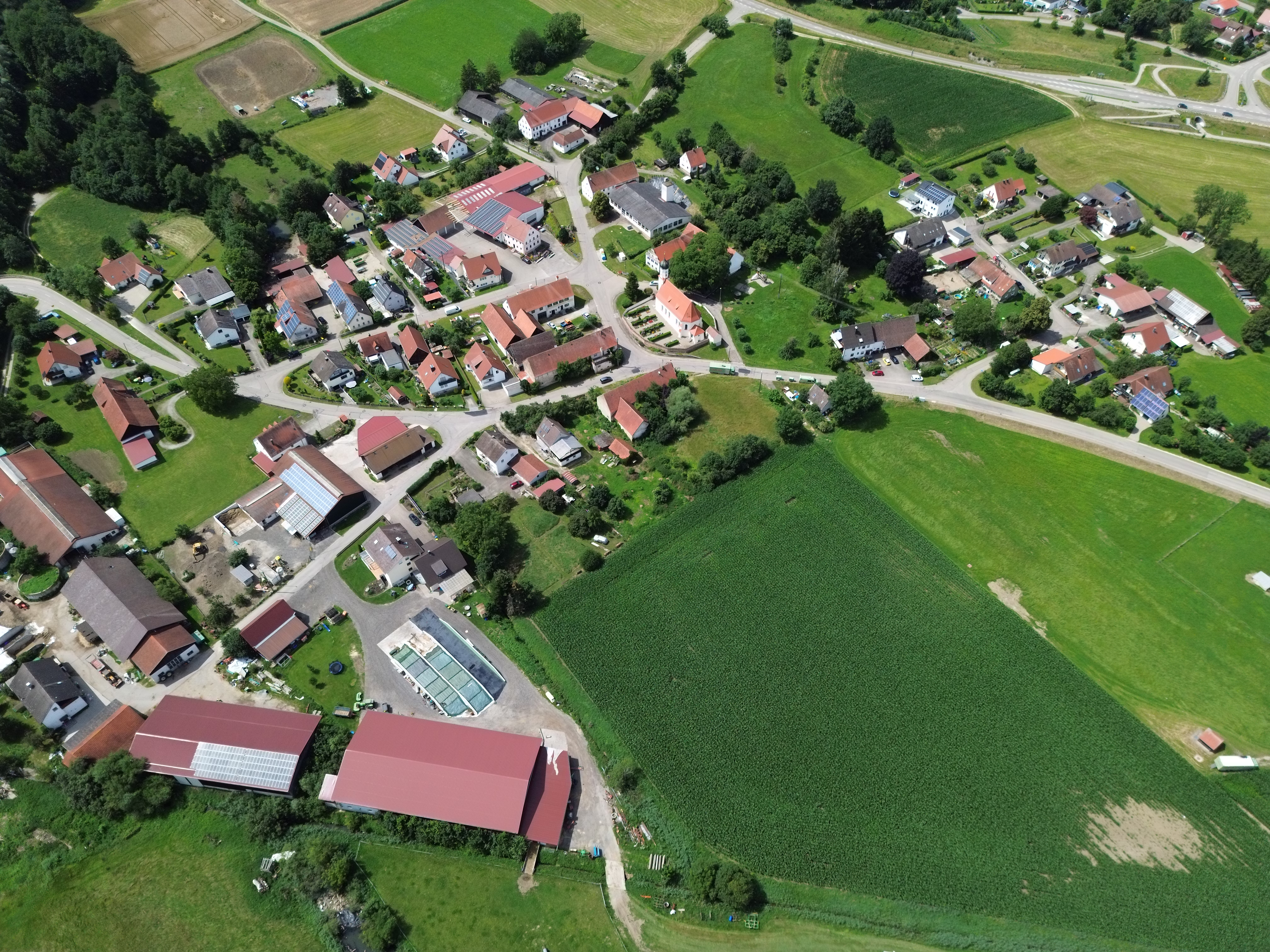
Großanhausen von Oben

Großanhausen ist ein Stadtteil von Burgau im schwäbischen Landkreis Günzburg in Bayern.

## Lage
Das Kirchdorf, vier Kilometer westlich von Burgau, ist über die Bundesstraße 10 zu erreichen.

## Geschichte
Römische Funde auf dem Gebiet von Großanhausen zeugen von einer frühen Besiedlung des Kammeltals.
Im Jahr 1207 schenkte Rudolf de Ahusen unter Mitwirkung seines Bruders Bruno von Burgau einen Mansus in Anhausen dem Kloster Wettenhausen. 1438 kam der Ort mit Kirche und Kirchensatz an das Kloster Wettenhausen, wo er bis zur Säkularisation verblieb.
Die frühere Gemeinde Großanhausen bestand aus den Gemeindeteilen Großanhausen, Kleinanhausen und Nußlachhof und wurde zum 1. Juli 1970 in die Gemeinde Unterknöringen eingegliedert. Mit dem Abschluss der Gebietsreform in Bayern wurde die Gemeinde Unterknöringen am 1. Mai 1978 mit allen Ortsteilen nach Burgau eingegliedert.

## Sehenswürdigkeiten
Siehe auch: Liste der Baudenkmäler in Burgau#Großanhausen
- Katholische Filialkirche Mariä Opferung, erbaut 1795